# Vicia bungei
Vicia bungei är en ärtväxtart som beskrevs av Jisaburo Ohwi. Vicia bungei ingår i släktet vickrar, och familjen ärtväxter. Inga underarter finns listade i Catalogue of Life.